# 荒木恵司
荒木 恵司（あらき けいじ、1958年（昭和33年）9月5日 - ）は、日本の政治家。群馬県桐生市長（2期）。元群馬県議会議員（1期）、元桐生市議会議員（3期）。

## 来歴
群馬県桐生市出身。桐生市立西中学校（現・桐生市立中央中学校）、群馬県立桐生高等学校卒業。1981年（昭和56年）3月、青山学院大学法学部卒業。同年4月、堀村株式会社に就職。退職し、1983年（昭和58年）に呉服卸荒木商店の代表に就任。
2003年（平成15年）、桐生市議会議員に初当選。2011年（平成23年）、3選。
2015年（平成27年）、群馬県議会議員選挙に自由民主党公認で立候補し初当選。
2018年（平成30年）11月5日、任期満了に伴う桐生市長選挙に立候補する意向を表明した。
2019年（平成31年）4月21日に行われた市長選に自民党・公明党の推薦を得て立候補し、元市議の伏木康雄を破り初当選した。5月2日、市長就任。
※当日有権者数：95,045人 最終投票率：51.55%（前回比：－7.8pts）
| 候補者名 | 年齢 | 所属党派 | 新旧別 | 得票数   | 得票率 | 推薦・支持             |
| -------- | ---- | -------- | ------ | -------- | ------ | ---------------------- |
| 荒木恵司 | 60   | 無所属   | 新     | 28,798票 | 60.56% | （推薦）自民党・公明党 |
| 伏木康雄 | 36   | 無所属   | 新     | 18,758票 | 39.44% |                        |

2023年（令和5年）4月23日に行われた市長選に現職として当選。
※当日有権者数：89,592人 最終投票率：46.11%（前回比：-5.44pts）
| 候補者名   | 年齢 | 所属党派 | 新旧別 | 得票数   | 得票率 | 推薦・支持 |
| ---------- | ---- | -------- | ------ | -------- | ------ | ---------- |
| 荒木恵司   | 64   | 無所属   | 現     | 31,814票 | 77.01% |            |
| 関本金三郎 | 70   | 無所属   | 新     | 8,097票  | 22.99% |            |

2025年（令和7年）3月28日、約10年間で市の生活保護利用者が半減した問題で、生活保護行政の問題を検証してきた専門家による第三者委員会の報告書を受け、荒木は市職員による「申請権の侵害」を認め、利用者や相談者に「耐えがたい苦痛や不利益を与えた」と謝罪した。報告書は「生活保護法違反」「組織的不正」「規範意識崩壊」などを厳しく指摘した。同年5月9日、荒木は問題の責任を取り、自身の6月から11月の給与を30％減らす条例案を市議会に提出し、可決された。

## 政治資金
- 2023年4月の桐生市長選で、荒木の陣営に自身が代表を務める政党支部「自由民主党群馬県桐生市第四支部」から寄付した179万円を、政治資金収支報告書に記載していなかった。荒木は不記載を認め、収支報告書を訂正した[9]。
- 2025年8月15日、2023年の市長選告示3日前に、荒木が代表を務める自民党支部が、市役所新庁舎建設に参加した市内建設会社の社長から50万円の寄付を受けていたことが政治資金収支報告書から判明した。公職選挙法は「地方自治体の長の選挙に関し、自治体との請負契約の当事者は寄付をしてはならない」と定めている。新庁舎を巡っては、13日にさいたま地検が設計会社に情報を漏らした見返りに商品券を受け取ったとして、加重収賄などの罪で前副市長を起訴。共謀したとして、あっせん収賄などの罪で群馬県議を起訴した[10]。